# 昌平路駅
座標: 北緯31度14分11秒 東経121度26分14秒 / 北緯31.23639度 東経121.43722度
昌平路駅（しょうへいろえき）とは中華人民共和国上海市静安区に位置する上海地下鉄7号線の駅である。

## 駅構造
- 相対式ホーム2面2線を有する地下駅。

## 駅周辺

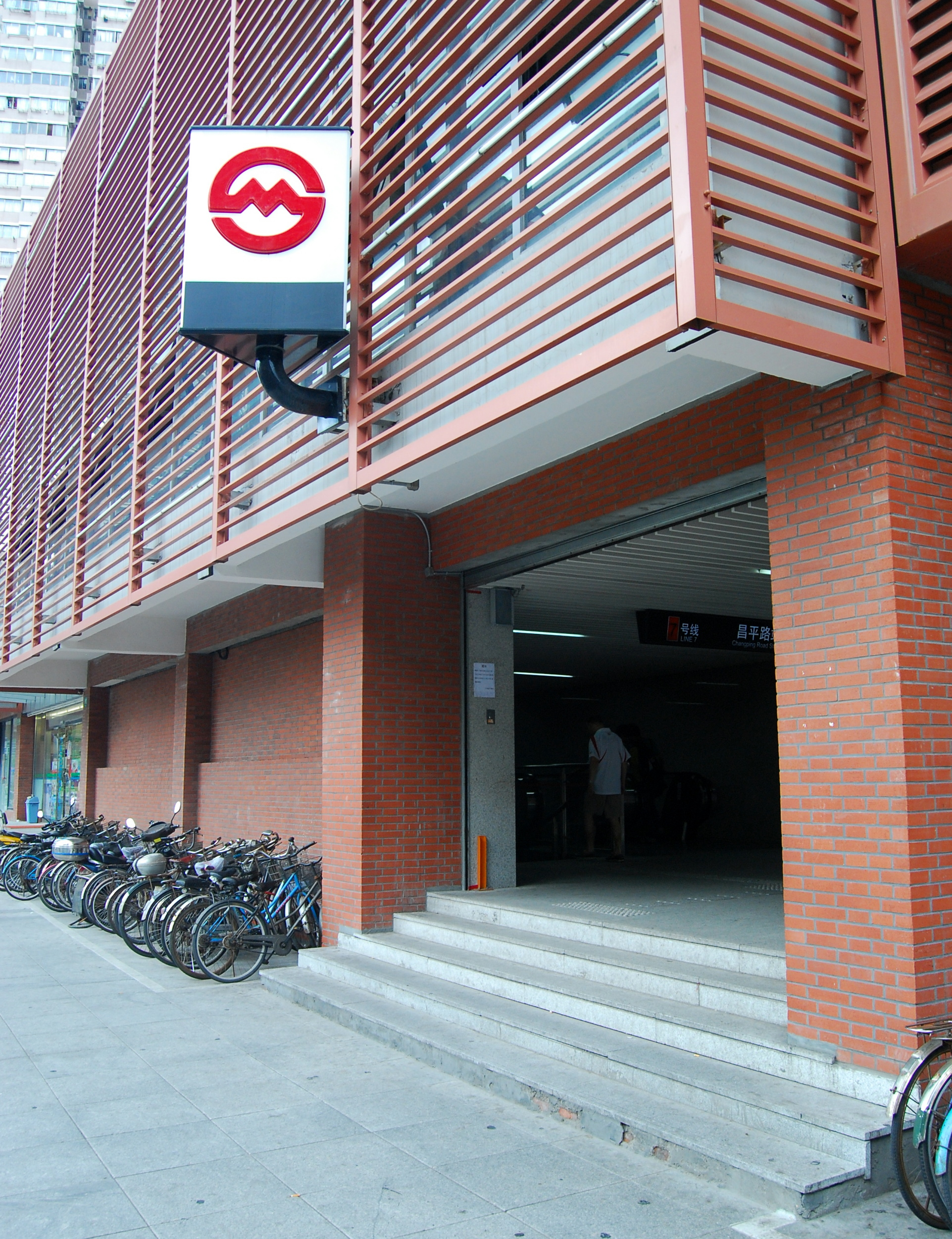
昌平路駅出口

## 歴史
- 2009年12月5日 - 開業。

## 隣の駅
上海軌道交通
■7号線
長寿路駅 - 昌平路駅 - 静安寺駅